# Tri zgodbe
Tri zgodbe je slovenski črno-beli dramski film iz leta 1955 v režiji Janeta Kavčiča, Igorja Pretnarja in Franceta Kosmača. Neorealistični film je sestavljen iz treh delov, ki jih povezuje povezuje motiv vode in smrti. Prva zgodba Slovo Andreja Vitužnika, posneta po noveli Antona Ingoliča v režiji Kavčiča, prikazuje starega splavarja, ki mora po nesreči zapustiti splavarstvo. Druga zgodba Na valovih Mure, posneta po literarni predlogi Miška Kranjca v režiji Pretnarja, o lahkoživem mlinarju, ki v smrt požene mlado dekle. Tretja zgodba Koplji pod brezo, posneta po literarni predlogi Prežihovega Voranca v režiji Kosmača, pa govori o fantu, ki vztrajno koplje pod brezo za vodo, a ob uspehu ga pričaka tragičen konec.

## Igralci
Slovo Andreja Vitužnika
- Stane Sever
- Jože Mlakar
- Janez Vrhovec

Na valovih Mure
- Julka Starič
- Bert Sotlar
- Lojze Potokar
- Nika Juvan

Koplji pod brezo
- Mitja Šipek
- Mira Sardoč
- Rudi Kosmač
- Jurij Souček
- Mileva Zakrajšek
- Marjan Kralj